# Huynh đệ (tiểu thuyết)
Huynh đệ (tiếng Trung: 兄弟) là một trường thiên tiểu thuyết do tác giả Dư Hoa ấn hành tại Thượng Hải giai đoạn 2005-2006.
Tác phẩm lập tức gây tranh cãi trong giới truyền thông và dư luận Hoa lục, đồng thời tạo nên trào lưu văn chương hoàn toàn mới trong bối cảnh xã hội Trung Quốc ngày càng thoái hóa về mặt đạo đức và xu hướng con người chuộng kim tiền hơn văn hóa ứng xử.

## Lịch sử
Trước thời điểm 2005, Dư Hoa (sinh năm 1960 tại Chiết Giang) đã là một tác gia có tiếng trên bình diện văn nghệ Hoa lục, chủ yếu nhờ hai trứ tác Phải sống (1993) và Truyện Hứa Tam Quan bán máu (1995). Tác giả tự liệt mình vào phong cách tiền vệ, thẳng thắn nhìn vào những khuyết tật của xã hội Trung Hoa đương đại thay vì né tránh hoặc tô hồng như các tác gia ngôn tình đầy dẫy ngoài hiệu sách. Tuy nhiên, chỉ khi tiến hành xuất bản dần Huynh đệ (兄弟) thì thi pháp Dư Hoa mới thực đạt tới đỉnh cao.
Bối cảnh chính Huynh đệ là 40 năm lịch sử hiện đại Trung Quốc đại lục, bắt đầu từ những năm đầu dân chủ cộng hòa cho tới mấy năm sau thời kì cải cách khai phóng. Những nét đặc thù của xã hội Trung Hoa đương đại cứ mở dần trên hành trình số phận anh em Lý Trọc (nhân vật chính) và Tống Cương (nhân vật thứ).
| “                         | Một người Tây phương muốn sống qua trung thế kỉ phải mất tới bốn trăm năm, trong khi người Trung Quốc chúng tôi chỉ cần bốn chục năm là cùng. | ” |
| — Dư Hoa, Đề tựa Huynh Đệ | |   |

## Nội dung

### Quyển thượng
Thị trấn Lưu tỉnh Giang Nam những năm Mao chủ tịch cầm quyền, thằng bé Lý Trọc bị văn sĩ Lưu và thi sĩ Triệu áp tải lên đồn công an vì quả tang dòm trộm đàn bà con gái trong nhà xí công cộng. Mặc dù bị đem ra bêu riếu vì cái gia phả tày đình (bố y từng chết ngộp dưới bãi phân cũng vì tội ấy, tới mức mẹ y phải cải cho con từ họ Lưu sang họ Lý để đỡ hổ thẹn), nhưng từ đó Lý Trọc được nam giới trong trấn biệt đãi như thượng khách chỉ để tả rõ cái mông Lâm Hồng - thiếu nữ có nhan sắc nhất cái miền quê hẻo lánh ấy.
Không lâu sau, bà Lý Lan (mẹ Lý Trọc) tái giá với ông Tống Phàm Bình, một nhà giáo và là trí thức mẫu mực. Lý Trọc nghiễm nhiên làm em Tống Cương, nhưng trong khi Lý láu cá và khó bảo thì Tống là người đôn hậu tới mức nhu mì. Hai anh em từ đó bảo bọc nhau chẳng nỡ rời.
Phong trào văn cách ập tới, từ địa vị trưởng thượng của cả huyện, ông Phàm Bình đâm ra mang trọng tội vì quá khứ "trí thức tiểu tư sản", bị đấu tố rồi đánh tới chết ở ga xe lửa. Bà Lý Lan hay tin chồng chết bèn bỏ gội đầu luôn mấy năm, tới khi tắm gội lại thì suy kiệt mà mất. Tự bấy nhà chỉ còn Lý Trọc và Tống Cương.

### Quyển hạ
Trong thời kì Trung Quốc mở cửa đón gió Tây, cả xã hội như lên cơn sốt rét với sự lên ngôi của nhu cầu kim tiền và cuộc chạy đua làm giàu. Lý Trọc nhờ tính gian manh rèn rũa tự nhỏ đã chóng phất lên, trở thành đại tỉ phú mà toàn quốc đều nghe danh. Trong khi đó, Tống Cương vẫn làm công nhân, bằng lòng với nếp sinh hoạt giản dị như thuở nhỏ, hàng ngày anh chỉ biết đạp xe đi làm rồi đạp xe về đón vợ - Lâm Hồng - ở công xưởng ra.
Vì không thỏa mãn với khối gia sản kếch sù vô vị, Lý Trọc bấm bụng mở một hội tuyển hoa hậu với tiêu chí "gái đồng trinh", thuê người làm rùm beng khắp hang cùng ngõ hẻm. Tuy nhiên, mục đích y chỉ để đánh bóng thanh danh và kiếm tình nhân cho khỏa nỗi buồn mỗi đêm. Cuộc thi bung bét vì "hoa hậu" hóa ra lại là gái một con, đoạt kim miện chỉ vì là người duy nhất chịu cặp bồ với Lý Trọc.
Lý vì sĩ diện, lại nghe xúi bẩy, bèn lân la tới "mộng trung nhân" năm xưa là Lâm Hồng - nay đã làm vợ Tống Cương, tức là chị dâu. Nhưng đúng hôm cả hai đang quần nhau trên giường thì Tống Cương bị xe lửa cán chết, gần như số phận cha đẻ khi xưa. Từ đấy Lý Trọc hoàn toàn cô độc trên núi vàng, còn Lâm Hồng bỏ công xưởng đi làm chăn dắt gái mại dâm.
| “       | Lý Trọc, nhà siêu tỉ phú của thị trấn Lưu chúng tôi, có ý nghĩ hết sức kỳ cục, định bỏ ra hai mươi triệu đô la đi một chuyến du lịch vũ trụ trên phi thuyền Liên Hợp của Nga. Ngồi trên bô vệ sinh mạ vàng nổi tiếng gần xa của mình, Lý Trọc nhắm mắt, bắt đầu tưởng tượng cuộc sống bồng bềnh trôi dạt của mình trên quỹ đạo khoảng không vũ trụ, bốn chung quanh trong lạnh, thăm thẳm, không biết đâu mà dò. Lý Trọc cúi nhìn bao quát trái đất tráng lệ từ từ trải dài, tự dưng trong lòng chua xót rơi nước mắt, lúc này Lý Trọc mới chợt nhận ra, mình không còn ai là người ruột thịt trên trái đất này. | ” |
| — Trích | |   |

## Nhân vật

### Chính
- Lý Trọc (李光頭 / Lý Quang Đầu): Nguyên danh Lý Quang (李光), nhưng tính tình hiếu động nên được mẹ gọi là Quang Đầu. Y gian manh, xảo trá, tùy tiện, sẵn sàng ngủ với mọi đàn bà trên đời trừ mẹ mình, nhưng tình yêu chỉ dành cho Lâm Hồng.
- Tống Cương (宋鋼): Anh nuôi Lý Trọc, bản tính lương thiện và dễ mủi lòng, yêu Lâm Hồng bằng thứ tình cảm ngây thơ tới mức tội nghiệp.
- Lâm Hồng (林紅): Đối tượng để ý của mọi đàn ông con trai thị trấn Lưu, nhưng từ khi sa vào vòng tay Lý Trọc thì biến chất để rồi trở thành chủ tiệm gội đầu kiêm mại dâm.
- Lý Lan (李蘭): Mẹ đẻ Lý Trọc và mẹ ghẻ Tống Cương.
- Tống Phàm Bình (宋凡平): Ban đầu là hàng xóm, sau là chồng kế Lý Lan.

### Phụ
- Lưu Thành Công (劉成功): Thường được gọi Lưu văn sĩ, được ví như Lý Bạch của thị trấn Lưu. Y là kẻ lọc lõi, thời văn cách chuyên làm thơ nịnh bợ chế độ, khi gặp thời cải cách thì học đòi làm quảng bá truyền thông, cải luôn danh Lưu tân văn.
- Triệu Thắng Lợi (趙勝利): Thường gọi Triệu thi sĩ, được coi là Đỗ Phủ của thị trấn Lưu. Y không khác lắm Lưu Thành Công, cũng vào hạng cơ hội có số má.
- Tôn Vĩ (孫偉): Tên y gợi nhắc đến nhân vật Tôn Quyền, ban đầu chơi thân với Lưu-Triệu và thường bắt nạt Lý Trọc, khi văn cách nổi lên lại thân với Lý Trọc và đả kích Lưu-Triệu vì y bị liệt vào thành phần "con địa chủ".
- Đào Thanh (陶青): Người phu khuân vác đưa thi thể Tống Phàm Bình về trả Lý Lan, sau văn cách lại giúp Lý Trọc vào xí nghiệp làm công nhân, cuối cùng được thăng làm tỉnh trưởng.
- Châu Du (周游): Tự cải danh theo đại tướng Đông Ngô, sau lại sửa thành Châu Bất Du (周不游), chuyên bám theo Lý Trọc để kiếm miếng ăn.
- Dư "nhổ răng" (餘拔牙): Nha sĩ, trong thời văn cách nghĩ ra cách kiếm ăn là treo bảng hiệu "răng tư bản bẩn, răng cách mạng sạch", thời cải cách thì bỏ nghề để chu du khắp thế giới.
- Vương "bán kem" (王冰棍): Nhân vật đối lập với Dư "nhổ răng", nhờ sống tằn tiện nên có đủ vốn đầu tư làm cổ đông tại tập đoàn Lý Trọc.
- Đồng "thợ rèn" (童鐵匠): Thời văn cách mở siêu thị có lãi mua cổ phiếu của tập đoàn Lý Trọc, thất bát lại về nghề cũ. Những năm cuối đời thường làm khách tại tiệm mại dâm của Lâm Hồng.
- Mụ Tô (蘇媽): Bà già sùng Phật nhơn hậu, bán quà sáng, thường cho anh em Lý Trọc ăn chịu lúc đói lòng.

## Văn hóa
Tập thượng trứ tác Huynh đệ ấn hành năm 2005 với sức tiêu thụ 350 ngàn bản chỉ riêng tháng 08 rồi chóng được dịch sang nhiều ngôn ngữ khác. Tập hạ tiếp tục lập kì tích với 100 ngàn ấn bản ngay thời điểm phát hành là tháng 03 năm 2006.
Tác phẩm của Dư Hoa đề cập khá nhiều vấn đề gai góc của xã hội Trung Quốc từ thời điểm thành lập Cộng hòa Nhân dân Trung Hoa tới khi bước sang cơ chế thị trường bằng lối kể dửng dưng nhưng đa chiều. Tuy nhiên, sợi chỉ xuyên suốt trứ tác là vấn đề giải tỏa ẩn ức tình dục cùng xu hướng bạo lực mà có vẻ như bất cứ nhân vật nào cũng có, và điều ấy như để kiến giải những hệ lụy trong một xã hội lan tràn sự giả trá và những quy tắc vượt quá nhân đạo.
Tại Việt Nam, ngay từ năm 2006, Nhà xuất bản Công An Nhân Dân (Hà Nội) đã tiến hành dịch trọn vẹn tác phẩm trước khi đàm phán xong vấn đề bản quyền. Ấn bản Việt ngữ ngay lập tức trở thành đầu sách tiêu thụ mạnh nhất mấy năm cuối thập niên 2000.

## Liên kết
1. ↑  Dư Hoa: Trung Hoa là một nước không giống ai
2. ↑  "Cơn lốc tiểu thuyết Huynh Đệ của Dư Hoa tràn ra thế giới". Bản gốc lưu trữ ngày 3 tháng 5 năm 2021. Truy cập ngày 3 tháng 5 năm 2021.

### Tư liệu
- Huynh đệ - kiệt tác hay rác rưởi ?
- Nhà văn Dư Hoa chính thức bị khởi kiện